# Defence Research and Development Canada
A Defence Research and Development Canada (DRDC) é uma agência do Departamento de Defesa Nacional do Canadá, cujo objetivo é responder às necessidades científicas e tecnológicas das Forças Canadenses. Ao longo dos anos, a DRDC tem sido responsável por inúmeras inovações e invenções de aplicação prática tanto no mundo civil quanto no mundo militar. Estes incluem o CADPAT, G-suit, CRV7, laser de dióxido de carbono e o gravador de dados de voo. A DRDC também contribui no desenvolvimento do mais avançado radar de varredura eletrônica ativa do mundo, como parte de um esforço internacional, envolvendo o Canadá, a Alemanha e os Países Baixos.